# Anonychia lativitta
Anonychia lativitta là một loài bướm đêm trong họ Geometridae.